# Sicral 1
Sicral 1 è stato un satellite militare per telecomunicazioni delle forze armate italiane facente parte del Sistema Italiano per Comunicazioni Riservate ed Allarmi. A seguito della sua dismissione nel maggio 2021, il sistema Sicral rimane composto dai satelliti Sicral 1B e Sicral 2, da una stazione a terra e dai terminali degli utilizzatori.

## Satellite
Sicral 1 è stato il primo satellite militare italiano. È stato costruito su incarico del Ministero della Difesa italiano dal consorzio SITAB: Alenia Spazio (70%) ha costruito il satellite, Avio (20%) si è occupata del sistema di propulsione e Telespazio (10%) ha realizzato il Centro di Gestione e Controllo a Vigna di Valle, a nord di Roma. Il satellite fu portato nello spazio il 7 febbraio 2001 assieme allo Skynet 4F dal vettore Ariane 4 e posizionato nella sua orbita geostazionaria a 16,2° est. Il Sicral 1, con una massa di 2.596 kg, comunicava sulle frequenze SHF, EHF e UHF. Complessivamente c'erano 9 transponder a disposizione. Il satellite regolava in modo sicuro le comunicazioni tra il Centro di Gestione e Controllo e navi, aerei e le forze armate terrestri in movimento.
Nel maggio 2021, dopo 20 anni di servizio, è stato disattivato e spostato in un'orbita di parcheggio.

## Successore
Nel 2006 è stato firmato dal Ministero della Difesa italiano un contratto per la costruzione di un altro satellite per telecomunicazioni con la denominazione Sicral 1B, che è stato lanciato in orbita il 20 aprile 2009 da Sea Launch.
Il suo successore, denominato Sicral 2, è stato immesso in orbita il 26 aprile 2015, per un'operatività stimata in 15 anni.